# Ventrispina lathetica
Ventrispina lathetica är en insektsart som beskrevs av Williams 1985. Ventrispina lathetica ingår i släktet Ventrispina och familjen ullsköldlöss. Inga underarter finns listade i Catalogue of Life.